# Jarosław Ziętara

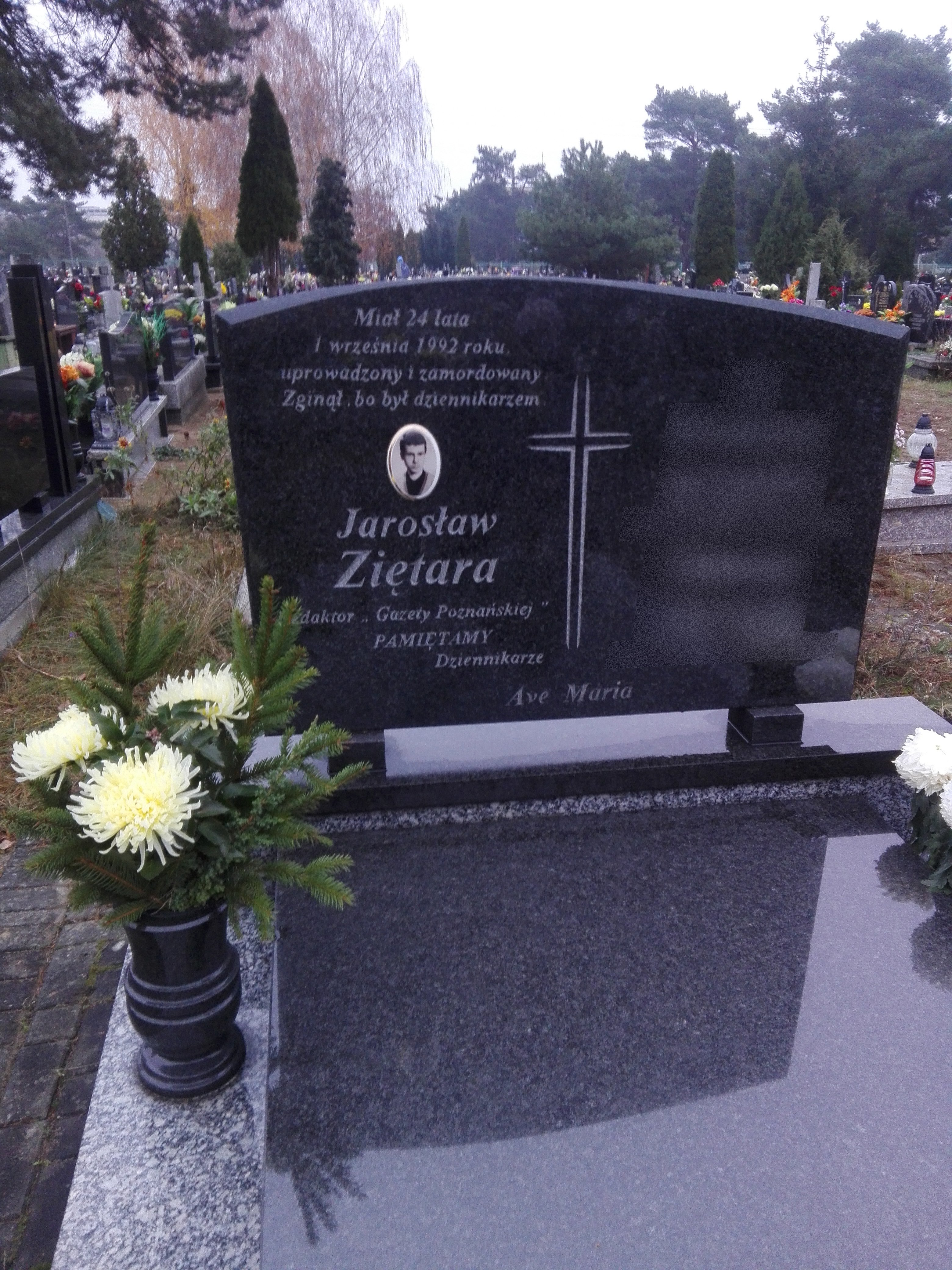
Symboliczny grób dziennikarza na Cmentarzu Komunalnym przy ul. Wiślanej w Bydgoszczy

Jarosław Ziętara (ur. 16 września 1968 w Bydgoszczy, zaginął 1 września 1992 w Poznaniu) – polski dziennikarz, prawdopodobnie uprowadzony i zamordowany w 1992 roku.

## Życiorys
Absolwent Instytutu Nauk Politycznych i Dziennikarstwa Uniwersytetu im. Adama Mickiewicza w Poznaniu.
Był dziennikarzem „Gazety Poznańskiej” (wcześniej pracował w tygodniku „Wprost” i „Gazecie Wyborczej”), gdzie zajmował się m.in. dziennikarstwem śledczym, badał afery gospodarcze. 1 września 1992 roku Jarosław Ziętara zaginął bez śladu w drodze do pracy. Według relacji jednego ze świadków był przetrzymywany przez kilka dni w magazynach Elektromisu, po czym został zamordowany, a jego zwłoki rozpuszczono w kwasie. Na Cmentarzu Komunalnym w Bydgoszczy znajduje się symboliczny grób dziennikarza.
W 1999 roku został uznany za zmarłego.

## Śledztwo
Według ustaleń poczynionych przez śledczych z prokuratury z 1998 roku został uprowadzony i zamordowany. Śledztwo w sprawie dziennikarza zostało jednak umorzone w 1999 roku z powodu nieodnalezienia jego zwłok. Wielokrotnie krytykowano nieudolny sposób działań prowadzonych przez policję i prokuraturę.
W kwietniu 2011 roku redaktorzy naczelni dzienników „Fakt”, „Gazeta Wyborcza”, „Polska”, „Rzeczpospolita” i „Super Express” skierowali apel do premiera RP Donalda Tuska o odtajnienie informacji dotyczących Jarosława Ziętary, które w czasie działań operacyjnych gromadzili funkcjonariusze Urzędu Ochrony Państwa, oraz do Prokuratora Generalnego Andrzeja Seremeta o wznowienie śledztwa w sprawie zaginięcia Jarosława Ziętary.
W styczniu 2012 roku śledztwo zostało wznowione, tym razem w sprawie zabójstwa, a nie zaginięcia. 31 grudnia 2013 roku Prokurator Generalny na wniosek wystosowany przez śledczych z Prokuratury Apelacyjnej w Krakowie przedłużył trwające śledztwo w sprawie zabójstwa Jarosława Ziętary do 30 czerwca 2014 roku. W 2014 roku pod zarzutem podżegania do zabójstwa Jarosława Ziętary zatrzymano byłego senatora Aleksandra Gawronika.
W styczniu 2024 poznański Sąd Apelacyjny prawomocnie uniewinnił Gawronika od zarzutu podżegania do zabójstwa Ziętary.

## Upamiętnienie
Od września 2016 roku jest patronem niewielkiej ulicy w Poznaniu (dzielnica Grunwald), wydzielonej z części ulicy Marcelińskiej.
Został także upamiętniony tablicami pamiątkowymi na ścianach: kamienicy mieszczącej się przy ul. Kolejowej w Poznaniu, gdzie zamieszkiwał dziennikarz (2016) i Wydziału Nauk Politycznych i Dziennikarstwa Uniwersytetu im. Adama Mickiewicza w Poznaniu (2022).
W 2022 odznaczony pośmiertnie Krzyżem Kawalerskim Orderu Odrodzenia Polski.
Od 2023 roku przyznawana jest Nagroda im Jarosława Ziętary za dziennikarstwo śledcze.